# Helmut Beinert
Helmut Beinert (* 17. November 1913 in Lahr/Schwarzwald; † 21. Dezember 2007) war ein US-amerikanischer Biochemiker.
Beinert wurde nach dem Abitur zunächst Schauspieler, studierte dann aber Chemie an der Universität Leipzig und der Universität Heidelberg. 1943 wurde er in Leipzig promoviert und war 1943 bis 1945 am Kaiser-Wilhelm-Institut für Medizin in Heidelberg. Ab 1946 war er Biochemiker am US Air Force Aeromedical Center in Deutschland und ab 1947 an der US Air Force School of Aviation Medicine. Ab 1950 forschte er am Institut für Enzymforschung an der University of Wisconsin–Madison, wo er 1952 Assistant Professor und 1962 Professor wurde. Ab 1958 war er dort Vorstand der Sektion 3 und ab 1984 war er Professor Emeritus. Bis 1994 unterrichtete er am Medical College of Wisconsin in Milwaukee.
Er befasste sich insbesondere mit metallhaltigen Enzymen, speziell Struktur und Funktion von Proteinen mit Eisen und Schwefel und studierte die Komponenten der Atmungskette in den Mitochondrien mit EPR (Electron Paramagnetic Resonance).
Er war Mitglied der National Academy of Sciences (1980) und der American Academy of Arts and Sciences (1979).  1994 erhielt er die Otto-Warburg-Medaille, 1989 die Hans-Krebs-Medaille der Europäischen Biochemischen Gesellschaft, 1985 die Keilin Medal der British Biochemical Society und 1993 hielt er die Lipmann Lecture und erhielt die Lipmann Plakette. 1981 war er Senior Scientist der Alexander-von-Humboldt-Stiftung.
Er war Ehrendoktor der University of Wisconsin in Milwaukee (1987) und der Universität Konstanz (1994), wo er ab 1967 Gastprofessor war.
Er war seit 1944 mit Elizabeth Meyhoefer verheiratet und hatte vier Kinder. 1955 erhielt Beinert die amerikanische Staatsbürgerschaft.